# هوهندورف
هوهندورف (به آلمانی: Hohendorf) یک منطقهٔ مسکونی در آلمان است که در ولگاست واقع شده‌است. هوهندورف ۸۹۵ نفر جمعیت دارد.